# Тудорув
Тудорув (пол. Tudorów) — село в Польщі, у гміні Опатув Опатовського повіту Свентокшиського воєводства.
Населення — 106 осіб (2011).
У 1975-1998 роках село належало до Тарнобжезького воєводства.

## Демографія
Демографічна структура на день 31 березня 2011 року:
|          | Загалом | Допрацездатний вік | Працездатний вік | Постпрацездатний вік |
| -------- | ------- | ------------------ | ---------------- | -------------------- |
| Чоловіки | 51      | 4                  | 41               | 6                    |
| Жінки    | 55      | 6                  | 32               | 17                   |
| Разом    | 106     | 10                 | 73               | 23                   |